# Die Orangen des Präsidenten
Die Orangen des Präsidenten ist Abbas Khiders zweiter Roman. Er wurde 2011 bei Edition Nautilus in Hamburg publiziert. 
Thematisiert wird unter anderem, wie die eigene Souveränität, die unter Folter und Hoffnungslosigkeit fast schon zerbrochen ist, durch das Lachen verteidigt wird.

## Inhalt und Aufbau
| Titelblatt 1: «Abbas Khider: Die Orangen des Präsidenten. Roman Edition Nautilus» |
| Vorspann 1 (ca. 4 Seiten)                                                         |

Im Vorspann wird in erster Person erzählt, bei welchem Anlass „eine neue, melancholische Art des Lachens“ erfunden wurde, was man als „Trauerlachen“ bezeichnen könne, nämlich eines Tages während des Gefoltertwerdens in einem Gefängnis: „Ich prustete laut los und schrie in allen Tonlagen, krümmte und gebärdete mich, als hätte ich Lachgas eingeatmet“ (S. 6). Das erzählende Ich fragt sich, was es gewesen sei und dass es bis heute keine Erklärung dafür gefunden habe, warum die anderen meinten, da sei jemand verrückt geworden, aber das Ich selbst danach seinen Verstand als äußerst klar erlebt habe. Im zweiten Teil des Vorspanns („Jetzt, mehr als ein Jahr des Schreckens nach diesem einmaligen Tag des Lachens“, S. 7) versucht das Ich in einem Flüchtlingslager an der irakisch-kuwaitischen Grenze vor Langeweile nicht umzukommen und beginnt durch das Schreiben mit dem Versuch, „das Geheimnis meines Lachens  zu ergründen...“ (S. 8)
| Titelblatt 2: «Mahdi Hamama: Der Taubenzüchter. Eine wahre Geschichte» |                                                             |                             |                      |                                    |
|                                                                        | Motto (Gedicht „Versprechen an eine Taube“ von Hilde Domin) |                             |                      |                                    |
|                                                                        | Vorspann 2 (ca. 4 Seiten)                                   |                             |                      |                                    |
|                                                                        |                                                             |                             | 1                    | Untersuchungshaft (1989)           |
|                                                                        | 2                                                           | Babylon (1980–1983)         |                      |                                    |
|                                                                        |                                                             |                             | 3                    | Qluq (1989–1990)                   |
|                                                                        | 4                                                           | Babylonier (1984–1987)      |                      |                                    |
|                                                                        |                                                             |                             | 5                    | Gefängnisalltag (1989–1990)        |
|                                                                        | 6                                                           | Abschied von Babylon (1988) |                      |                                    |
|                                                                        |                                                             |                             | 7                    | Die Orangen des Präsidenten (1990) |
|                                                                        | 8                                                           | Baum der Gemeinheit (1989)  |                      |                                    |
|                                                                        |                                                             |                             | 9                    | Laternen (1990–1991)               |
|                                                                        | 10                                                          | Flügel (1989)               |                      |                                    |
| 11                                                                     | 11                                                          | 11                          | Befreiung (1991)     | Befreiung (1991)                   |
| 12                                                                     | 12                                                          | 12                          | Rückkehr (1991)      | Rückkehr (1991)                    |
| 13                                                                     | 13                                                          | 13                          | Briefe (1991)        | Briefe (1991)                      |
| 14                                                                     | 14                                                          | 14                          | Revolutionäre (1991) | Revolutionäre (1991)               |
| 15                                                                     | 15                                                          | 15                          | Flucht (1991)        | Flucht (1991)                      |
|                                                                        | (139 Seiten)                                                |                             |                      |                                    |

Im Mottogedicht von Hilde Domin wird einer Holztaube versprochen, sie werde, wenn erneut alles andere verloren sei, aufgrund einer bestimmten ästhetischen Eigenheit ihres einen Flügels mitgenommen.
In Vorspann 2, der ab der Seite nach dem Motto die Kapitel von Der Taubenzüchter. Eine wahre Geschichte einleitet, erzählt Mahdi Hamama vom Tag seiner letzten Abiturprüfung, an dem er sich, weil die Prüfung um ein paar Stunden verschoben wurde, mit seinem väterlichen Freund Sami trifft, dem Taubenzüchter. Jener wird von einem fluchenden Konkurrenten namens Karim mit den Tod bedroht, was Sami, der auf dem Dach bei seinen Tauben ist, nicht zu kümmern scheint. Nach der Prüfung fahren Mahdi und sein Freund Ali mit einem geliehenen Auto los nach Zikkurat Ur, um zu feiern. Dieser Vorspann endet mit: „Plötzlich hörte ich laute Schreie: ‹Keine Bewegung!›“ (S. 16)

### Dreimal fünf Kapitel
Die 15 Kapitel von Der Taubenzüchter. Eine wahre Geschichte lassen sich in drei Gruppen sehen: die ersten zehn Kapitel wechseln sich ihrer Zeitstufe nach ab, je eines aus der Zeit vor der Verhaftung folgt auf eines, das in die Zeit der Haft gehört. 
Im mittigen achten Kapitel, Baum der Gemeinheit (1989), schildert Mahdi, wie er als jugendlicher Halbwaise nach dem Tod seiner Mutter zu Tante und Onkel zog, die in Nasrijah lebten. Dort lernt er Sami, einen Freund seines Vaters, kennen, als dessen Sohn er sich fühlt und in dessen Zweizimmerwohnung voller Bücher er bald ebenfalls wohnt.
Erst im 10. Kapitel, Flügel, wird der Autorname thematisiert: Weil man ihn nur noch von Tauben reden hörte, habe er von den Leute im Viertel diesen neuen Namen erhalten, „den ich sehr mochte, obwohl sie mich eigentlich damit hatten ärgern wollen. Seither heiße ich nicht mehr Mahdi Muhsin, sondern Mahdi Hamama – Mahdi Taube“ (S. 99).
Ab dem 11. Kapitel, Befreiung, wird in einfacher chronologischer Reihung erzählt, allerdings sind drei der von seinem anderen väterlichen Freund Razaq Mustafa an Mahdi gerichteten Briefe, die Kapitel 13 ausmachen, auf Januar bis März 1991 datiert, der vierte ist ohne Datum und berichtet von Samis Tod im Februar 1990, ebenfalls während Mahdis Zeit im Gefängnis. Mahdi liest sie im Hause seiner Tante und seines Onkels, nachdem er wieder freigekommen ist. In Kapitel 15 wird die Flucht außer Landes geschildert, die Mahdi zusammen mit anderen aus verschiedenen Altersgruppen unternimmt.

### Binnengestaltung der Kapitel
Es gibt innerhalb der Kapitel verschiedene Arten grafisch markierter Unterteilungen. Erstens kommen in allen Kapiteln *** vor, durch die zwischen 2 und 6 Abschnitte entstehen, zweitens wird das erste Kapitel mit zwei Leerzeilen in drei Abschnitte gegliedert, drittens gibt es in mehreren Kapiteln kursiv gesetzte Zeilen, die teils von Leerzeilen gerahmt sind, und Kapitel 13 besteht aus vier Briefen, die eine Binnenzählung aufweisen. Weitere Binnengestaltungen entstehen zum Beispiel durch Schilderungen von Träumen oder wenn Geschichten wiedergegeben werden, die andere erzählen.

## Leseerlebnisse
Die abstrakte Vorstellung von Krieg, Gefangenschaft und Folter werde durch Khider schockierend konkretisiert und dennoch gebe es dank der Erinnerungen an den Taubenzüchter Sami und den Lehrer Razaq Inseln des Friedens, durch die Mahdi als politischer Gefangener eine eigene Stimme erhalte, schreibt Marlene Pellhammer in ihrer Rezension in Allmende. Um die geschilderten Gräueltaten sadistischer Gefängniswärter ertragen zu können, wünsche sich der Leser „mehr den fiktionalen Charakter eines Romans als die enthaltenen autobiografischen Analogien.“ Für Andreas Pflitsch (Eintrag in Kindlers Literatur Lexikon von Mai 2015) ist nach der Lektüre eine seltsame Mischung aus Beklommenheit und Trost spürbar geworden.

## Über das Buch
- Andreas Pflitsch: Khider, Abbas. Die Orangen des Präsidenten, KLL, Mai 2015
- Meike Fessmann: Von Bengasi nach Bagdad, in: Süddeutsche Zeitung, 26. August 2013, S. 12
- Laila Mahfouz: Rezension zu Abbas Khiders Lesung Die Orangen des Präsidenten zur Lesung am 18. März 2011 im Rahmen der Leipziger Buchmesse, 431verstaerker.wordpress.com, 13. August 2011
- Marlene Pellhammer: Abbas Khider: Die Orangen des Präsidenten, in: Allmende, 87 (Juli 2011), S. 104.
- Lewis Gropp, in: Neue Zürcher Zeitung, 24. Mai 2011
- Jens Jessen, in: Die Zeit, 5. Mai 2011
- Meike Fessmann: Lachen unter der Folter. Im irakischen Gefängnis: Abbas Khiders außergewöhnlicher Roman ‹Die Orangen des Präsidenten› berichtet so poetisch wie nüchtern uns Unvorstellbares, in: Süddeutsche Zeitung, 19. April 2011, S. 14
- Wolfgang Günter Lerch, Die Frucht der Freiheit. Abbas Khider porträtiert die Ära Saddam Husseins, Frankfurter Allgemeine Zeitung, 9. April 2011
- Dirk Knipphals, in: Die Tageszeitung, 17. März 2011
- Lilian-Astrid Geese: Buchmesse Leipzig. Willkür und das nackte Überleben. ABBAS KHIDER erzählt von Mahdi, der Freiheit erhofft und eine Orange bekommt, in: Neues Deutschland, 16. März 2011
- Andreas Pflitsch: Abbas Khider. Die Orangen des Präsidenten. In: Tagesspiegel. 16. März 2011 (Online).

## Ausgaben
- Die Orangen des Präsidenten, Edition Nautilus, Hamburg 2011, ISBN 978-3-89401-733-0